# Ligne de Dole-Ville à Poligny
La ligne de Dole-Ville à Poligny, ou ligne présidentielle Jules Grévy, est une ancienne ligne ferroviaire française à voie normale, qui reliait Dole à Poligny, dans le département du Jura. Elle est construite entre 1882 et 1886, sous l'impulsion du président de la République, Jules Grévy, qui l'utilise chaque semaine pour rentrer dans son village natal et de villégiature, Mont-sous-Vaudrey, qu'elle dessert. La ligne est fermée au service des voyageurs depuis 1 938, puis, par étape, à celui du fret, de 1964 à 2005.
Cette ligne avait le statut de ligne non exploitée de Dole à Souvans, puis était déclassée au-delà ; elle constitue la ligne 869 000 du réseau ferré national. Après fermeture et déclassement de la section de Dole à Mont-sous-Vaudrey, le 27 novembre 2019, le projet de transformation de la « ligne Grévy » en voie verte (19,7 km) est lancé. Les travaux sont programmés entre 2020 et 2021.

## Histoire

### La genèse
En 1841 a émergé l'idée de la construction d'une voie ferrée entre Dole et Lons-le-Saunier, respectivement sous-préfecture et préfecture du Jura.
En 1862, à la suite de la réalisation de statistiques, demandées par l'État, plusieurs tracés ont été envisagés :
- Dole - Mont-sous-Vaudrey - Arbois, avec un prolongement jusqu'à Mesnay et une jonction avec la ligne de Mouchard à Bourg-en-Bresse ;
- Dole - Mont-sous-Vaudrey - Poligny, avec un prolongement jusqu'à Crotenay et une jonction avec la ligne de Champagnole à Lons-le-Saunier ;
- Dole - Mont-sous-Vaudrey - Mouchard, avec une jonction à Arc-et-Senans, avec la ligne de Dijon-Ville à Vallorbe (frontière).

En 1879, le conseil municipal de Mont-sous-Vaudrey, en réflexion sur un projet de tramway, propose de le substituer à celui d'une voie ferrée stratégique, déjà souhaitée par plusieurs élus locaux, dont le père de Jules Grévy, et ayant l'avantage de ne rien coûter au département et aux communes concernées.
La même année, Jules Grévy accède à la présidence de la République et classe ce projet d'utilité publique, l'intérêt avancé étant de favoriser l'accès de la population locale aux villes commerçantes de Dole et de Lyon.
Par ailleurs, le président trouve un intérêt personnel à ce projet, qui lui permettrait d'accéder directement à son village natal depuis Paris, sans emprunter le rapide de Suisse, stoppant en gare de Montbarrey, à 6 km de la maison familiale. 

### La construction
Les démarches accomplies, un avant-projet avait été réalisé, en 1881. Le tracé reliait Dole à Poligny, et se prolongeait jusqu'à Crotenay afin de rejoindre la ligne de Champagnole à Lons-le-Saunier.
Le tracé a été modifié la même année, partant de Dole-est et passant par le quartier de La Bedugue, Parcey, Souvans, Mont-sous-Vaudrey, Aumont, et Brainans. Le projet définitif a été adopté au début de l'an 1882. La construction a commencé aussitôt.
La ligne est déclarée d'utilité publique par une loi le 6 août 1881. Elle est concédée à titre définitif à la Compagnie des chemins de fer de Paris à Lyon et à la Méditerranée par une convention signée entre le ministre des Travaux publics et la compagnie le 26 mai 1883. Cette convention est approuvée par une loi le 20 novembre suivant. Le ministre des Travaux publics approuve les projets d'agrandissement des gares de Dole-ville le 11 août, et de Poligny le 7 novembre. Les agrandissements sont réalisés entre 1884 et 1886.
La ligne a été livrée à la compagnie du PLM le 5 août 1884, et ouverte à la circulation le 20, puis inaugurée le 30 par le président Grévy.

### La ligne présidentielle
Dès 1884 et jusqu'en décembre 1887, fin du second mandat présidentiel de Jules Grévy, un train présidentiel a circulé chaque vendredi et dimanche soir. Une voie spéciale l'accueillait en gare de Mont-sous-Vaudrey.

### Les fermetures
Malgré les protestations des conseils municipaux, la circulation des trains de voyageurs a été supprimée le 5 mai 1938, avant d'être rétablie en 1939, le temps de la mobilisation.
Le 14 mai 1950, la section d'Aumont à Poligny (Jura) a été fermée au fret et déclassée le 13 février 1964 (PK 390,850 à 400,217).
La section de Mont-sous-Vaudrey à Aumont a été fermée le 1er juillet 1964 puis déclassée le 19 octobre 1967 (PK 381,000 à 390,850) et déposée en 1968.
Celle de Souvans à Mont-sous-Vaudrey a été fermée peu après, et celle de Dole à Souvans en 2005.

## Réhabilitation
À Mont-sous-Vaudrey, la ligne est transformée en pelouse promenade dans les années 1970, et sa gare en un dépôt d'engrais puis, dans les années 2000, en une habitation.
À partir de 2006, la section emblématique, de Dole-Ville à Mont-sous-Vaudrey, fait l'objet d'une tentative de sauvetage par l'Association du Chemin de Fer du Val d'Amour, basée à Mont-sous-Vaudrey, fondue, en 2009, dans la Compagnie des Véhicules Anciens, basée à Cercy-la-Tour (Nièvre).

## Réaménagement de la ligne ferroviaire en voie verte
En 2017, la Communauté d'agglomération du Grand Dole lance un projet de transformation de cette voie désaffectée en voie verte. Avec le soutien des communautés de communes voisines et des communes traversées, l'inauguration de la voie verte eut lieu le 20 novembre 2021,.
Après fermeture et déclassement de la section Dole à Mont-sous-Vaudrey du 27 novembre 2019, le projet de transformation de la voie Grévy en voie verte est lancé. Après trois années de discussions, la gestion de la section située entre l'Avenue Eisenhower (Dole) et Nevy-lès-Dole a été confiée à la Communauté d'agglomération du Grand Dole et la partie reliant la voie Grévy à la Gare, à la Ville de Dole.
La signature du transfert de gestion de la ligne ferroviaire, d'une durée de 25 ans renouvelable, permet aux collectivités d'envisager librement les aménagements qu'elles souhaitent entreprendre entre la Communauté d'Agglomération du Grand Dole, la Communauté de communes du Val d'Amour et de la Communauté de communes de la Plaine Jurassienne. Les travaux sont programmés entre 2020 et 2021.

Ancienne ligne ferroviaire
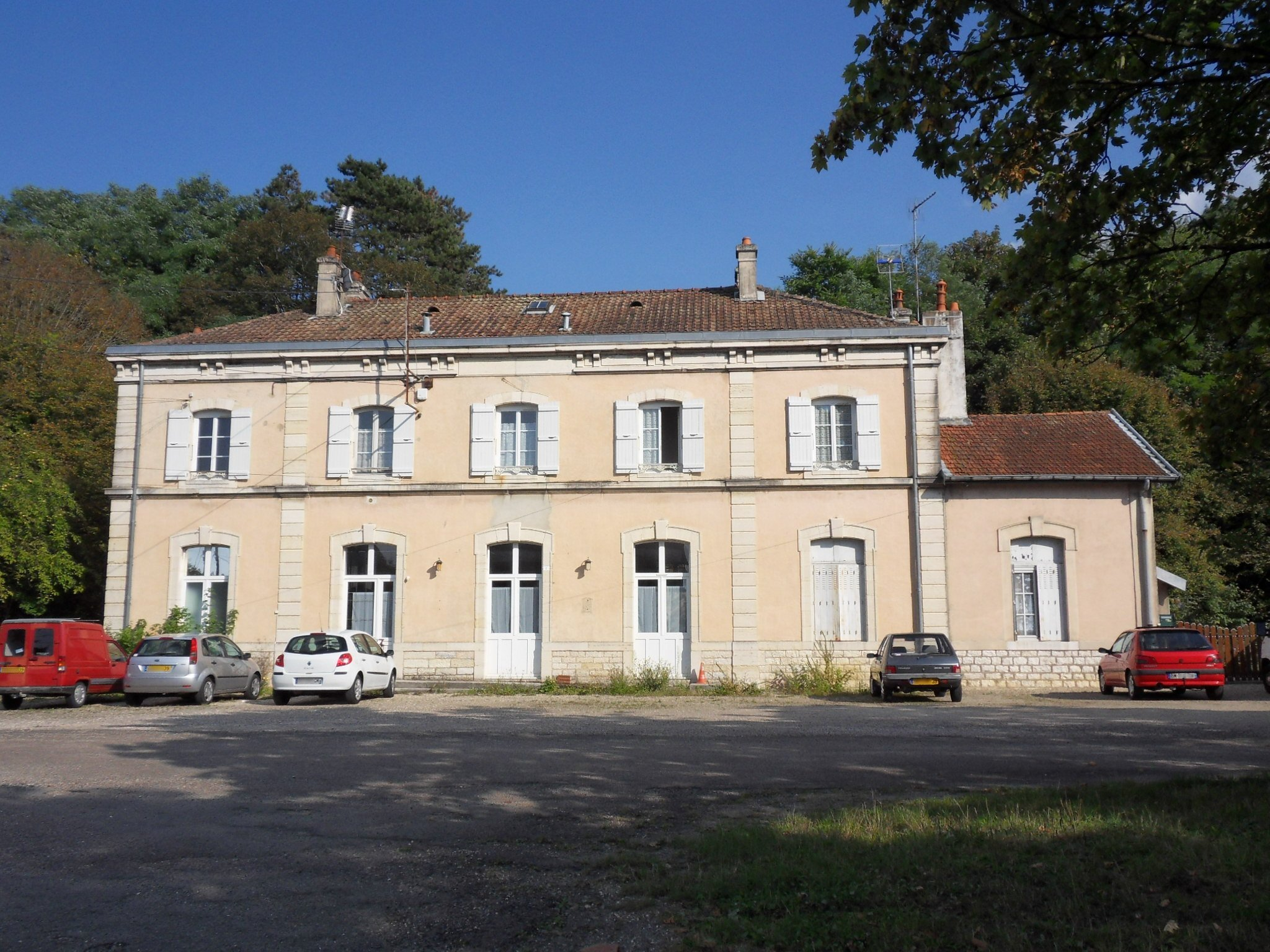
L'ancienne gare ferroviaire de Dole-La Bedugue
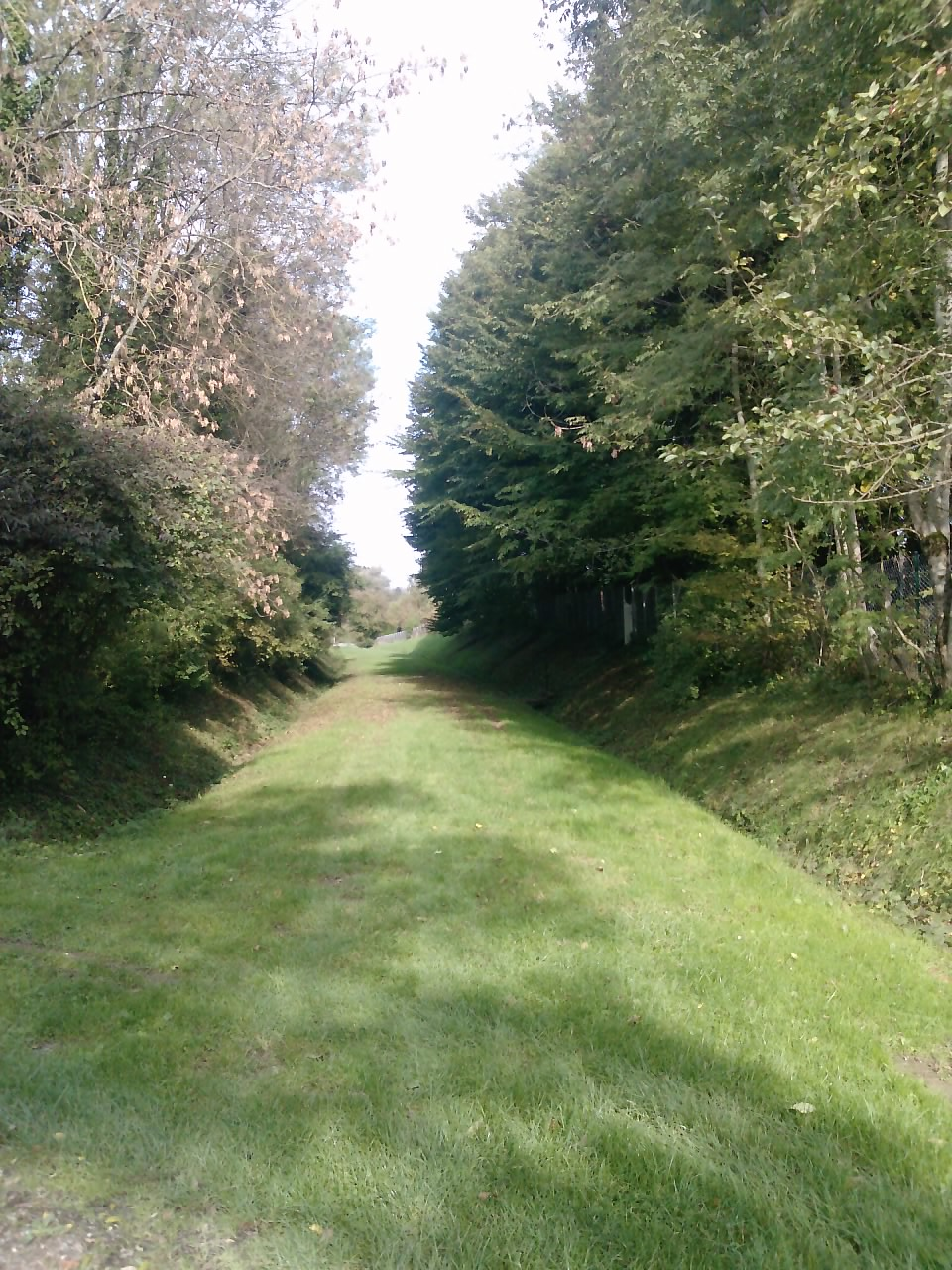
Le tracé de l'ancienne ligne Jules Grévy, à Mont-sous-Vaudrey, en 2013
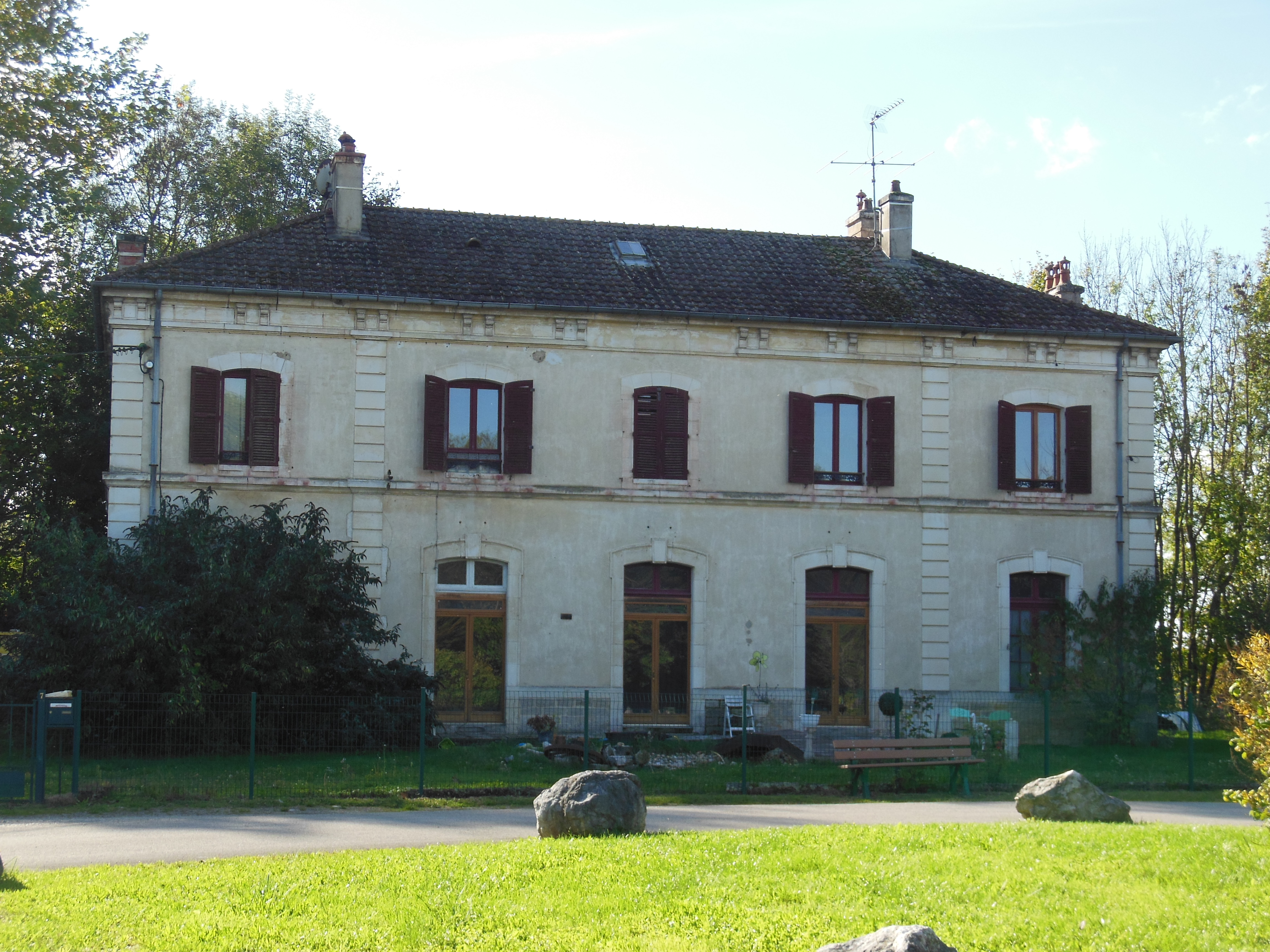
L'ancienne gare de Mont-sous-Vaudrey, en 2013